# Mittersill
Mittersill est une commune autrichienne du district de Zell am See dans l'État de Salzbourg.

## Personnalités liées à la commune
- Le compositeur Anton Webern est mort le 15 septembre 1945 à Mittersill, tué accidentellement par un soldat américain après le couvre-feu.
- Sara De Blue (1990-), chanteuse et compositrice autrichienne, est née à Mittersill.